# دينو ليني
دينو ليني (بالإنجليزية: Dino Lenny؛ بالإيطالية: Dino Lenny) هو ملحن ودي جيه ومنتج أسطوانات ومغن مؤلف إيطالي وبريطاني، ولد في 28 سبتمبر 1969 في لويشام ‏ في المملكة المتحدة.

## وصلات خارجية
- دينو ليني على موقع ميوزك برينز (الإنجليزية)
- دينو ليني على موقع أول ميوزيك (الإنجليزية)
- دينو ليني على موقع أول ميوزيك (الإنجليزية)
- دينو ليني على موقع أول ميوزيك (الإنجليزية)
- دينو ليني على موقع ديسكوغز (الإنجليزية)